# Paragorgopis schnusei
Paragorgopis schnusei är en tvåvingeart som beskrevs av Friedrich Georg Hendel 1909. Paragorgopis schnusei ingår i släktet Paragorgopis och familjen fläckflugor.
Artens utbredningsområde är Bolivia. Inga underarter finns listade i Catalogue of Life.